# Conocephalus yunnanensis
Conocephalus yunnanensis är en insektsart som beskrevs av Shi, F-m. och X.-l. Feng 2009. Conocephalus yunnanensis ingår i släktet Conocephalus och familjen vårtbitare. Inga underarter finns listade i Catalogue of Life.